# Kanton Aniche
Kanton Aniche (Nederlands: Anik) is een kanton van het Franse Noorderdepartement. Het kanton is op 22 maart 2015 ontstaan toen de kantons Arleux en Douai-Sud werden opgeheven. Alle gemeenten, met uitzondering van het deel van Douai dat van het laatstgenoemde kanton deel had uitgemaakt, werden samengevoegd tot een nieuw kanton, waarvan Aniche de hoofdplaats werd.

## Gemeenten
Het kanton Aniche omvat de volgende gemeenten:
- Aniche (hoofdplaats)
- Arleux
- Auberchicourt
- Aubigny-au-Bac
- Brunémont
- Bugnicourt
- Cantin
- Dechy
- Écaillon
- Erchin
- Estrées
- Féchain
- Férin
- Fressain
- Guesnain
- Gœulzin
- Hamel
- Lécluse
- Lewarde
- Loffre
- Marcq-en-Ostrevent
- Masny
- Monchecourt
- Montigny-en-Ostrevent
- Roucourt
- Villers-au-Tertre